# 하비 카이텔
하비 카이텔(영어: Harvey Keitel, 1939년 5월 13일 ~ )은 미국의 배우이다. 1967년 영화 《황금 눈에 비친》에서 단역으로 출연하며 데뷔하였다. 《비열한 거리》의 찰리 카파 역으로 유명하다. 2010년 《라스트 갓파더》에서 영구의 아버지인 '돈 카리니'역을 맡았다.

## 출연 작품

### 영화
- 파티마의 기적 (2020년) - 니콜스 교수 역
- 페인티드 버드 (2019년) - 프리스트 역
- 아이리시맨 (2019년) - 안젤로 브루노 역
- 개들의 섬 (2018년)
- 라스트 맨: 지구를 마지막으로 본 남자 (2018년) - 노이 역
- 퍼스트 위 테이크 브루클린 (2018년)
- 아이리쉬맨 (2018년)
- 라이즈 위 텔 (2017년)
- 마담 (2017년)
- 1944 워 히어로 (2016년)
- 라스트 갓파더 (2010년) - 돈 카리니 역
- 더 미니스터스 (2009년)
- 내셔널 트레져 : 비밀의 책 (2007년) - 세더스키 역
- 페어리 테일 (1997년) - 해리 후디니 역
- 시스터 액트 (1993년) - 빈스 라로카 역
- 피아노 (1993년) - 베인즈 역
- 저수지의 개들 (1992년) - 미스터 화이트 역
- 델마와 루이스 (1991년) - 할 슬로컴 형사 역
- 벅시 (1991년) - 믹키 코헨 역
- 검은 고양이 (1990년)
- 와이즈 가이스 (1986년)
- 입술 위의 둘 (1983년)
- 죽음의 지령 (1983년)
- 테러리스트 (1983년)
- 배드 타이밍 (1983년)
- 더 보더 (1982년) - 캣 역
- 바렌느의 밤 (1982년)
- 죽음의 중계 (1980년)
- 새턴 3 (1980년)
- 불루 칼라 (1978년)
- 결투자들 (1977년)
- 웰컴 투 LA (1976년)
- 버팔로 빌과 인디언들 (1976년)
- 택시 드라이버 (1976년) - 스폿 매튜 역
- 댓츠 더 웨이 오브 더 월드 (1975년)
- 앨리스는 이제 여기 살지 않는다 (1974년)
- 비열한 거리 (1973년) - 찰리 카파 역
- 길가의 풍경 (1970년)
- 누가 내 문을 두드리는가? (1968년)
- 아이 콜 퍼스트 (1967년)
- 황금 눈에 비친 (1967년)

### 텔레비전 드라마
- 라이프 온 마스 (2008년)

## 수상
- 2010년 마라케시 국제영화제 공로상
- 1991년 제26회 전미 비평가 협회상 남우조연상